# SNR G057.2+00.8
SNR G057.2+00.8, llamado también G57.2+0.8 y 4C -21.53, es un resto de supernova situado en la constelación de Vulpecula. Contiene el magnetar SGR J1935+2154, uno de los objetos de su clase más estudiados.

## Morfología
En banda de radio, SNR G057.2+00.8 muestra una brillante carcasa en su parte este y una meseta de emisión suave que se difumina hacia el oeste. Esta carcasa consta de dos estrechos arcos que se aprecian a alta resolución angular.
A partir de los datos de los telescopios Chandra y XMM-Newton se observa una emisión de rayos X difusa que se extiende, desde aproximadamente 1 segundo de arco, hasta al menos 1 minuto de arco alrededor de SGR J1935+2154. Esta componente tiene un flujo constante y puede deberse a un halo de dispersión o a una nebulosa de viento de púlsar (PWN).

## Remanente estelar
SGR J1935+2154 fue descubierto en 2014 por sus breves ráfagas de tipo magnetar utilizando el Burst Alert Telescope (BAT) a bordo del observatorio Swift.
Su naturaleza como magnetar —estrella de neutrones alimentada por un campo magnético muy fuerte— fue confirmada por subsiguientes observaciones, que establecieron que su período de rotación es de 3,24 s. Su seguimiento reveló que este magnetar ha tenido varios episodios activos, y es, con mucho, el magnetar más activo que se conoce.
Se han observado episodios de actividad en 2014, 2015 y dos veces en 2016; durante el estallido de 2015 se detectó un componente espectral de rayos X duros —captado por NuSTAR—, mientras que durante los estallidos de 2016 se vio que el flujo de rayos X suaves había aumentado unas siete veces respecto al nivel notificado con anterioridad.
Asimismo, en 2020 se observó un estallido extremadamente luminoso en banda de radio que procedía de este magnetar.

## Edad y distancia
La asociación de SNR G057.2+00.8 con el magnetar SGR J1935+2154 permite estimar la edad de este remanente en 3600 años, aunque otro trabajo propone una edad de 41 000 años, por lo que de acuerdo a esta última cifra sería un resto de supernova radiante sumamente evolucionado.
Por otro lado, la distancia a la que se encuentra SNR G057.2+00.8 sigue siendo objeto de debate. A partir de la relación empírica brillo superficial-diámetro, la distancia estimada es de 9100 pársecs, 12 500 ± 1500 pársecs si se utilizan las características de H II, mientras que con mediciones de CO se obtiene un valor de 6600 ± 700 pársecs.